# 2008-as Monte-Carlo-rali

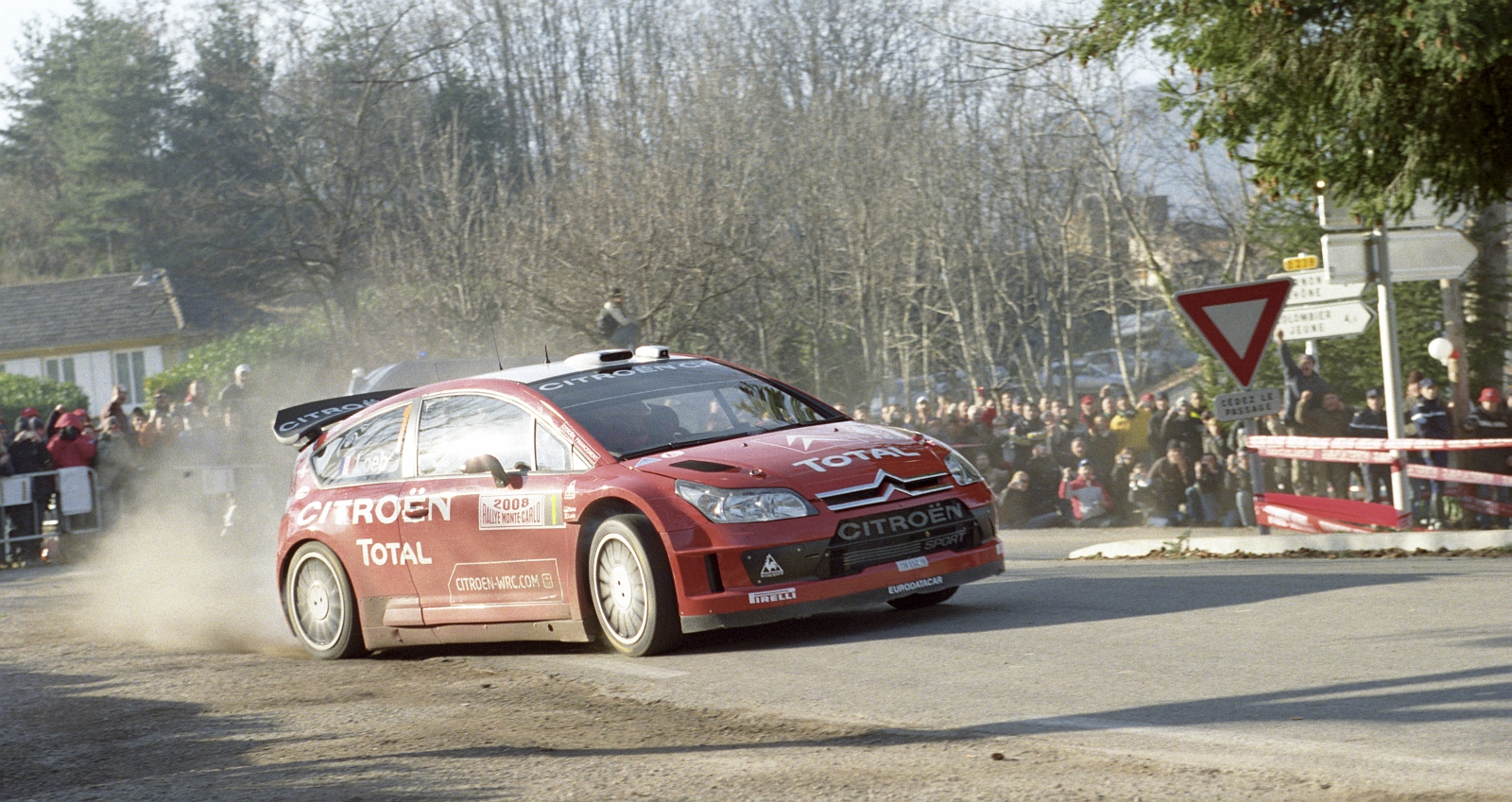
Sébastien Loeb – Daniel Elena kettős győzelemmel kezdte az évet

A 2008-as Monte-Carlo-rali (hivatalosan: 76ème Rallye Automobile de Monte-Carlo) volt a 2008-as rali-világbajnokság első versenye. Január 24. és 27. között került megrendezésre, 19 gyorsasági szakaszból állt, melyek össztávja 365 kilométert tett ki. A versenyen 47 páros indult, melyből 34 ért célba.
A versenyt, immár ötödik alkalommal Sébastien Loeb nyerte. Másodikként Mikko Hirvonen végzett, harmadik pedig Chris Atkinson lett.

## Nevezők

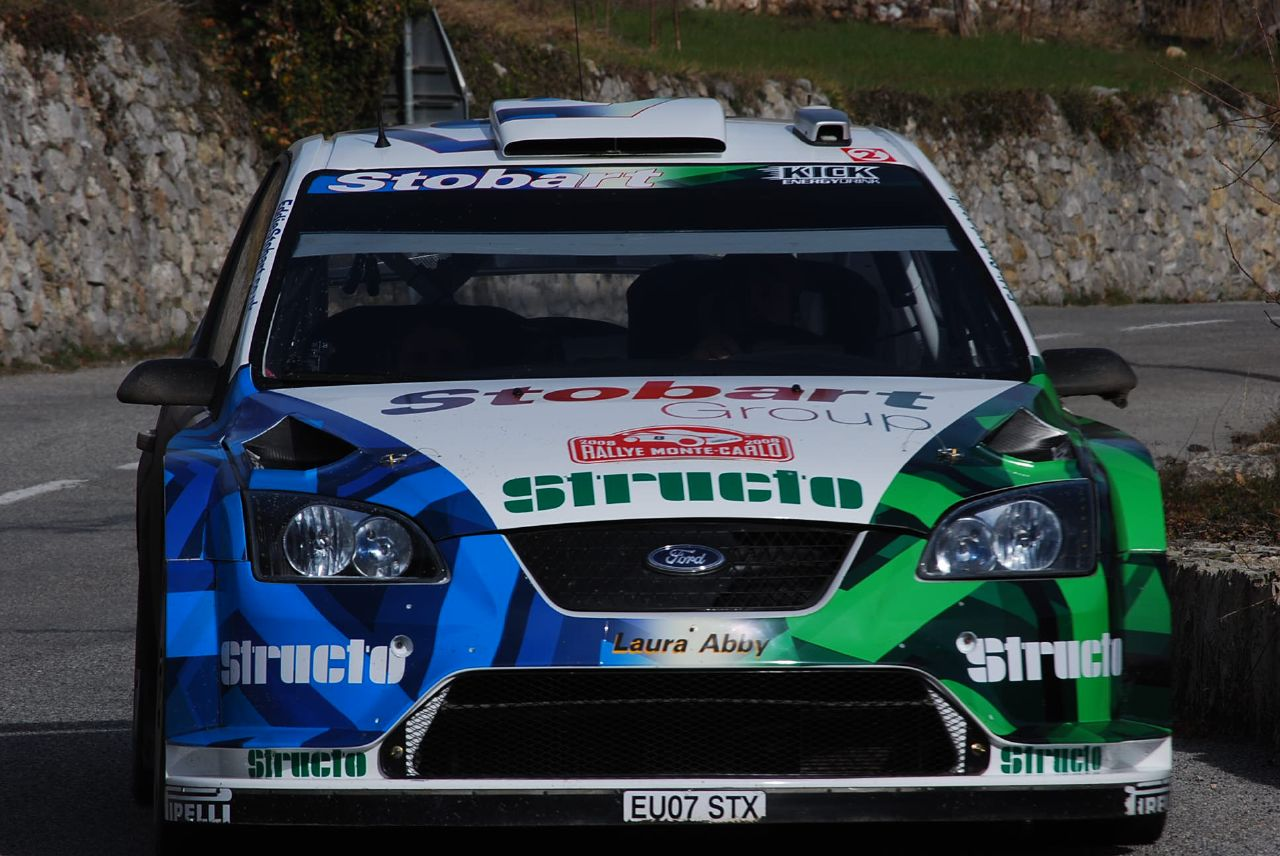
Duval a Stobart Ford autójában

A szezon első futamára a Citroen Sébastien Loebbel és Dani Sordóval érkezett. A Ford csapatánál Marcus Grönholm helyét Jari-Matti Latvala vette át. Mellette Mikko Hirvonen és Hálid al-Kászimi volt még az alakulat tagja. A Subaru, a tavalyi évhez hasonlóan Petter Solberget és Chris Atkinsont indította a futamon. A Stobart Fordnál Gigi Galli és François Duval kapott szerepet, mint a csapatversenyben pontszerzőként jelölt pilóták. Ezenfelül Henning Solberg és Matthew Wilson indult a csapat autójával. Az újonc Suzuki Toni Gardemeisterrel és Per-Gunnar Anderssonnal kezdte meg első teljes világbajnoki szezonját.
A francia Jean-Marie Cuoq egy Peugeot 307 WRC-vel, a zimbabwei Conrad Rautenbach pedig egy Citroen Xsara WRC-vel nevezett a versenyre.
A mezőnyben egy magyar páros volt jelen; Holcer Dániel és navigátora Marko Tibor egy Honda Civic Type-R-el indult a viadalon.

## Beszámoló
Első nap

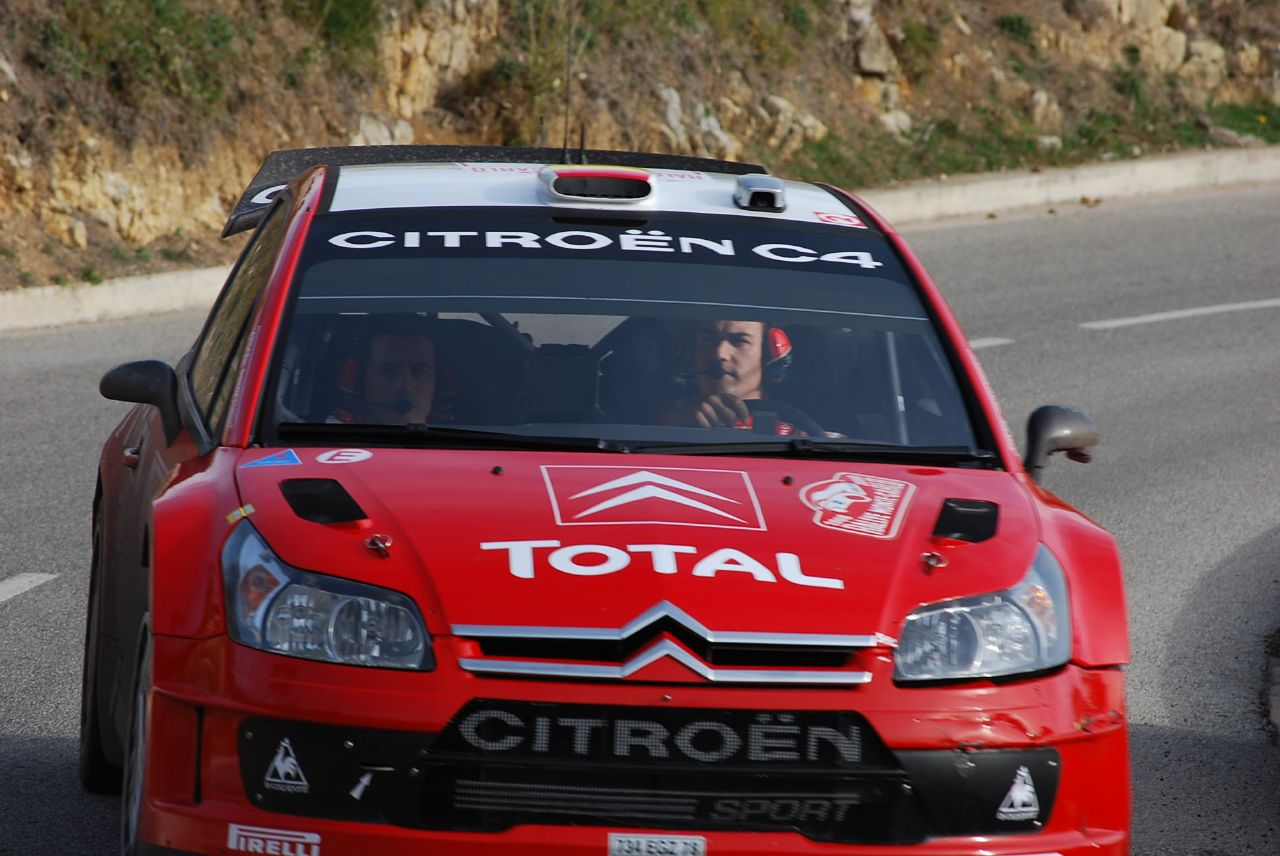
Dani Sordo több szakaszt is nyert a viadalon, motorhiba miatt azonban nem végzett pontot érő helyen

Az első napon két éjszakai gyorsasági szakaszt tartottak. A nyitányon Sordo volt a leggyorsabb, mögötte Loeb és Hirvonen állt. Latvala kerékcsere miatt négy percet vesztett, miután falnak ütközött és megsérült autójának jobb első kereke. A második szakaszon Loeb nyert és átvette a vezetést.
Második nap
A nap hat szakaszából Loeb ötször, Sordo pedig egy alkalommal volt első. A nyolcadik gyorsasági után továbbra is a két Citroen vezetett. Harmadik helyen Hirvonen állt ekkor. Mögötte Atkinson, Duval, Petter Solberg, Galli és Couq volt a sorrend. Al-Kászimi a hatodik szakasz utolsó kanyarjában törte össze autóját.
Harmadik nap

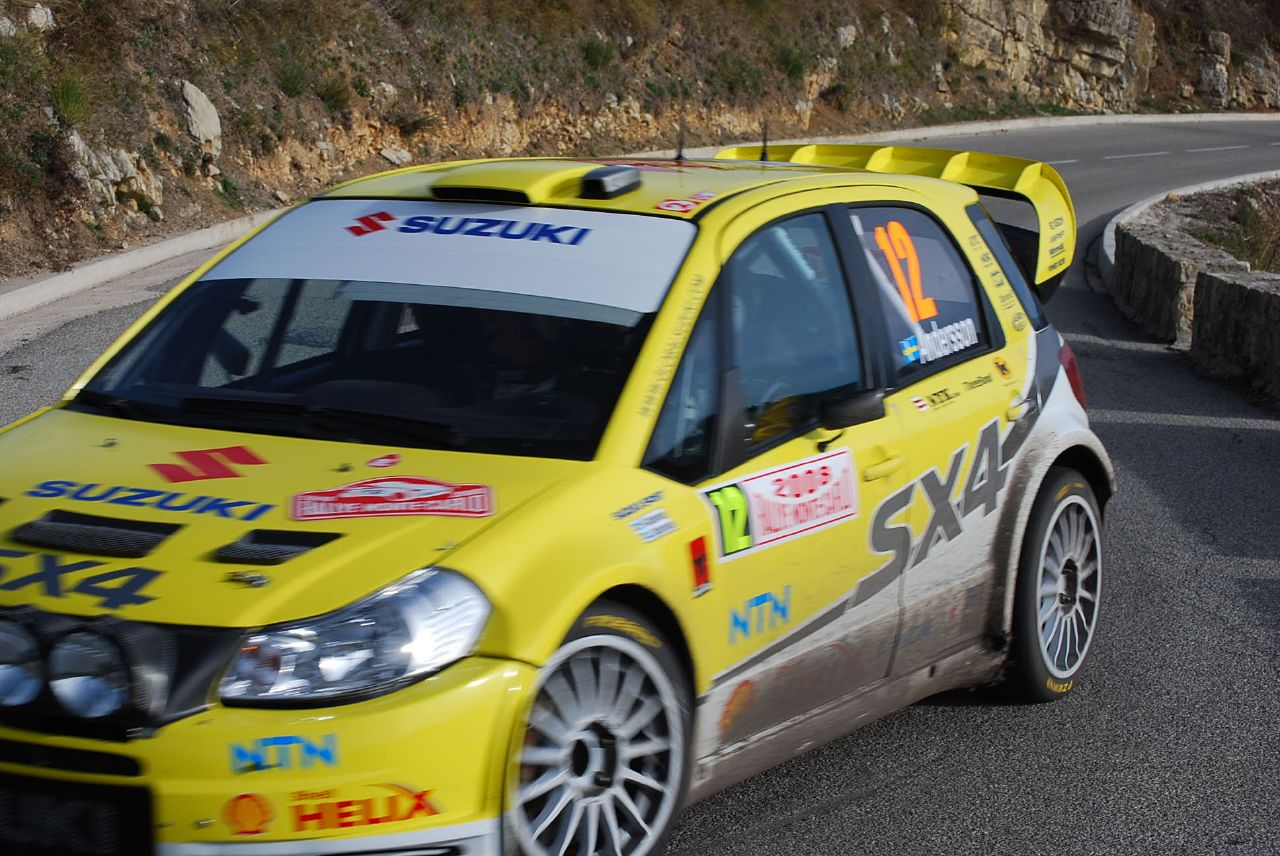
Andersson lett a Suzuki első pontszerzője

A harmadik napon egy érdemleges változás történt, Sordo ugyanis a második helyről esett ki, miután a tizenegyedik szakaszon a C4-es motorja tönkrement. A pontszerzők sorrendje mindössze annyiban változott, hogy Sordo kiesésével Andersson felért a nyolcadik helyre.
Negyedik nap
A zárónapon Duval dominált. A belga négy szakaszt is nyert, kettővel többet mint a visszatérő Dani Sordo. Az utolsó gyorsaságit Monaco belvárosában, a Formula–1-es versenyeken is használt nyomvonalon rendezték. Rautenbachon ez a pálya fogott ki. Az ifjú zimbabwei a szalagkorlátnak csapta autója hátulját, és kiesett a versenyből. A pontszerző helyeken ezen a napon már nem történt változás. Sikerével Loeb a Monte Carlo-rali első ötszörös győztese lett.

## Szakaszok
| Nap                 | #   | Rajtidő | Szakasz                               | Hossz    | Győztes                       | Idő     | Átlag seb. | Versenyben vezető |
| ------------------- | --- | ------- | ------------------------------------- | -------- | ----------------------------- | ------- | ---------- | ----------------- |
| 1. nap (Január 24.) | 1.  | 18:46   | Jean en Royans – Col de la Chau       | 28.12 km | Dani Sordo                    | 14:08.9 | 119.3 km/h | Dani Sordo        |
| 1. nap (Január 24.) | 2.  | 19:36   | La Cime du Mas – Col de Gaudissart    | 17.58 km | Sébastien Loeb                | 9:25.7  | 111.9 km/h | Sébastien Loeb    |
| 2. nap (Január 25.) | 3.  | 08:24   | St. Pierreville – Col de la Fayolle 1 | 29.52 km | Sébastien Loeb                | 18:54.4 | 93.7 km/h  | Sébastien Loeb    |
| 2. nap (Január 25.) | 4.  | 10:02   | Burzet – Lachamp Raphael 1            | 16.30 km | Dani Sordo                    | 9:37.1  | 101.7 km/h | Sébastien Loeb    |
| 2. nap (Január 25.) | 5.  | 10:48   | St. Martial – Le Chambon – Beleac 1   | 12.66 km | Sébastien Loeb                | 8:06.2  | 93.7 km/h  | Sébastien Loeb    |
| 2. nap (Január 25.) | 6.  | 14:51   | St. Pierreville – Col de la Fayolle 2 | 29.52 km | Sébastien Loeb                | 18:41.8 | 94.7 km/h  | Sébastien Loeb    |
| 2. nap (Január 25.) | 7.  | 16:29   | Burzet – Lachamp Raphael 2            | 16.30 km | Sébastien Loeb                | 9:40.7  | 101.1 km/h | Sébastien Loeb    |
| 2. nap (Január 25.) | 8.  | 17:15   | St. Martial – Le Chambon – Beleac 2   | 12.66 km | Sébastien Loeb                | 8:03.6  | 94.2 km/h  | Sébastien Loeb    |
| 3. nap (Január 26.) | 9.  | 07:31   | Labatie d'Andaure – Lalouvesc 1       | 19.37 km | Dani Sordo                    | 11:18.1 | 102.8 km/h | Sébastien Loeb    |
| 3. nap (Január 26.) | 10. | 08:13   | St. Bonnet – St. Bonnet 1             | 25.36 km | Sébastien Loeb                | 12:39.0 | 120.3 km/h | Sébastien Loeb    |
| 3. nap (Január 26.) | 11. | 09:38   | Lamastre – Gilhoc – Alboussiere 1     | 21.66 km | Sébastien Loeb                | 12:59.8 | 100.0 km/h | Sébastien Loeb    |
| 3. nap (Január 26.) | 12. | 12:52   | Labatie d'Andaure – Lalouvesc 2       | 19.37 km | Sébastien Loeb                | 11:12.0 | 103.8 km/h | Sébastien Loeb    |
| 3. nap (Január 26.) | 13. | 13:34   | St. Bonnet – St. Bonnet 2             | 25.36 km | Chris Atkinson                | 12:23.9 | 122.7 km/h | Sébastien Loeb    |
| 3. nap (Január 26.) | 14. | 14:59   | Lamastre – Gilhoc – Alboussiere 2     | 21.66 km | Sébastien Loeb                | 13:08.4 | 98.9 km/h  | Sébastien Loeb    |
| 4. nap (Január 27.) | 15. | 09:50   | La Bollene Vesubie – Moulinet 1       | 22.68 km | François Duval                | 15:48.6 | 86.1 km/h  | Sébastien Loeb    |
| 4. nap (Január 27.) | 16. | 11:08   | Luceram – Loda                        | 15.34 km | Daniel Sordo                  | 10:51.7 | 84.7 km/h  | Sébastien Loeb    |
| 4. nap (Január 27.) | 17. | 11:51   | La Bollene Vesubie – Moulinet 2       | 22.68 km | François Duval                | 15:27.7 | 88.0 km/h  | Sébastien Loeb    |
| 4. nap (Január 27.) | 18. | 13:09   | Luceram – Col des Portes              | 6.25 km  | François Duval                | 4:24.4  | 85.1 km/h  | Sébastien Loeb    |
| 4. nap (Január 27.) | 19  | 15:10   | Monaco Circuit                        | 2.70 km  | Chris Atkinson François Duval | 1:40.7  | 96.5 km/h  | Sébastien Loeb    |

## Végeredmény
|    | Versenyző            | Navigátor            | Autó                   | Idő       | Különbség | Pont |
| -- | -------------------- | -------------------- | ---------------------- | --------- | --------- | ---- |
| 1. | Sebastien Loeb       | Daniel Elena         | Citroën C4 WRC         | 3:39:17.0 | 0.0       | 10   |
| 2. | Mikko Hirvonen       | Jarmo Lehtinen       | Ford Focus RS WRC 07   | 3:41:51.4 | 2:34.4    | 8    |
| 3. | Chris Atkinson       | Stéphane Prévot      | Subaru Impreza WRC2007 | 3:42:15.6 | 2:58.6    | 6    |
| 4. | François Duval       | Eddy Chevalier       | Ford Focus RS WRC 07   | 3:42:16.7 | 2:59.7    | 5    |
| 5. | Petter Solberg       | Phil Mills           | Subaru Impreza WRC2007 | 3:43:57.9 | 4:40.9    | 4    |
| 6. | Gigi Galli           | Giovanni Bernacchini | Ford Focus RS WRC 07   | 3:48:03.5 | 8:46.5    | 3    |
| 7. | Jean-Marie Cuoq      | Philippe Janvier     | Peugeot 307 WRC        | 3:49:41.8 | 10:24.8   | 2    |
| 8. | Per-Gunnar Andersson | Jonas Andersson      | Suzuki SX4 WRC         | 3:50:36.5 | 11:19.5   | 1    |

## Külső hivatkozások
- A Monte Carlo-rali hivatalos honlapja
- Eredmények az ewrc-results.com honlapon
- Összefoglaló videó a verseny főbb eseményeiről